# Saint-Lumine-de-Coutais
Saint-Lumine-de-Coutais é uma comuna francesa na região administrativa do País do Loire, no departamento de Loire-Atlantique. Estende-se por uma área de 17.64 km². Em 2010 a comuna tinha 2 234 habitantes (densidade: 126,6 hab./km²).